# Senah Mango
Senah Banana Mango, né le 13 décembre 1991 à Lomé, est un footballeur international togolais qui évolue au poste de défenseur central à l'AS Excelsior à  La Réunion.

## Biographie

### Formation à l'OM et problèmes de licence
Senah Mango est repéré par les recruteurs de l'OM alors qu'il joue au Togo. Il intègre l'effectif des moins de 16 ans de l'OM en septembre 2007, à l'âge de 15 ans.
Champion de France avec les 16 ans d'Éric Thiery en 2008, Mango fait ensuite partie de la réserve olympienne dirigée par Michel Flos. Durant l'été 2008, il effectue la préparation d'avant-saison avec le groupe professionnel, alors entraîné par Eric Gerets.
En janvier 2009, alors qu'il évolue en tant que titulaire en équipe jeunes, la Fédération française de football refuse d'homologuer son contrat. Il ne peut alors plus jouer aucune compétition officielle en France. Sa licence lui est retirée car selon l'article 19 du règlement et du statut des joueurs, un joueur ayant de 15 à 18 ans ne peut pas se voir délivrer une licence si ses parents ne vivent pas également sur le territoire français.
La Fédération française de football reproche à l'OM de ne pas avoir obtenu une lettre de sortie de la part de la Fédération togolaise. Le comité national olympique et sportif français propose une conciliation entre les parties, mais la FFF rejette cette dernière. L'affaire est portée devant un tribunal qui juge la requête irrecevable.
Mango est autorisé à jouer en France seulement à sa majorité, le 13 décembre 2009, mais porte tout de même le maillot de l'équipe nationale de Togo pendant ce temps. Pour qu'il puisse jouer avant ses 18 ans, son avocat lance une pétition sur internet afin qu'il puisse obtenir sa licence, notamment signée par Pape Diouf. Il saisit ensuite la Haute Autorité de lutte contre les discriminations et pour l'égalité pour faire attester que son client est victime de discrimination.
Malgré toutes ces requêtes, le jeune joueur togolais ne récupère sa licence que le jour de sa majorité, aucune des démarches n'ayant abouti. Deux jours après ses 18 ans, le 15 décembre 2009, il signe un contrat de cinq ans avec l'OM. Il s'agit d'un contrat élite qui prévoit deux années comme stagiaire puis les trois années suivantes comme professionnel.

### Prêt à l'AS Monaco
Le 30 juin 2011, peu après avoir signé son premier contrat professionnel, Senah Mango est prêté à l'AS Monaco pour une saison avec option d'achat, dans le but d'accumuler du temps de jeu. Cependant, il ne dispute aucune rencontre en équipe première (9 matchs de championnat avec la réserve) et retourne à l'OM le 24 janvier 2012.

### Retour à l'OM
De retour à l'OM, Mango est intégré à l'effectif professionnel et dispute son premier match en équipe première le 30 août 2012 en étant titularisé au poste d'arrière droit à l'occasion du barrage retour de la Ligue Europa face au FC Sheriff Tiraspol (0-0).
Le 16 janvier 2013, il est prêté en National pour six mois à Uzès Pont du Gard. Il est de retour pour le stage de l'Olympique de Marseille en Suisse pour préparer la saison à venir.
Le 8 août 2013, il est prêté en National pour un an à Luzenac Ariège Pyrénées pour obtenir du temps en ayant pas donné satisfaction à Élie Baup. En fin de contrat avec l'OM, il s'engage avec le club ariégois pour une durée de deux ans avec une option pour une année supplémentaire. À la suite de la non montée en Ligue 2 en raison de problèmes administratifs, le club repart au niveau amateur et tous les contrats signés sont annulés. Il se retrouve alors sans club.

### Relance à Boulogne
Senah Mango s’engage avec l'US Boulogne Côte d'Opale le 26 mai 2015 en National.

### En équipe nationale
Le 20 août 2008, il honore sa première sélection avec le Togo, alors dirigé par Henri Stambouli, lors d'un match contre la République démocratique du Congo en entrant en jeu à la 76e minute (défaite 2-1).
Le 11 février 2009, il inscrit son premier but en sélection face au Burkina Faso au Stade Lozai du Petit-Quevilly (1-1).

## Statistiques
| Saison                | Club                        | Championnat           | Championnat | Championnat | Coupe(s) nationale(s) | Coupe(s) nationale(s) | Compétition(s) continentale(s) | Compétition(s) continentale(s) | Compétition(s) continentale(s) | Togo | Togo | Total | Total |
| Saison                | Club                        | Division              | M.          | B.          | M.                    | B.                    | Comp.                          | M.                             | B.                             | M.   | B.   | M.    | B.    |
| 2008-2009             | Olympique de Marseille      | Ligue 1               | -           | -           | -                     | -                     | -                              | -                              | -                              | 2    | 1    | 2     | 1     |
| 2009-2010             | Olympique de Marseille      | Ligue 1               | -           | -           | -                     | -                     | -                              | -                              | -                              | 2    | 0    | 2     | 0     |
| 2010-2011             | Olympique de Marseille      | Ligue 1               | -           | -           | -                     | -                     | -                              | -                              | -                              | 4    | 0    | 4     | 0     |
| 2011-2012             | AS Monaco (prêt)            | Ligue 2               | -           | -           | -                     | -                     | -                              | -                              | -                              | 1    | 0    | 1     | 0     |
| 2011-2012             | Olympique de Marseille      | Ligue 1               | -           | -           | -                     | -                     | -                              | -                              | -                              | 1    | 0    | 1     | 0     |
| 2012-2013             | Olympique de Marseille      | Ligue 1               | -           | -           | -                     | -                     | C3                             | 1                              | 0                              | 1    | 0    | 2     | 0     |
| 2012-2013             | ES Uzès Pont du Gard (prêt) | National              | 17          | 0           | -                     | -                     | -                              | -                              | -                              | -    | -    | 17    | 0     |
| 2013-2014             | Luzenac AP (prêt)           | National              | 13          | 0           | 1                     | 0                     | -                              | -                              | -                              | -    | -    | 14    | 0     |
| 2015-2016             | US Boulogne                 | National              | 21          | 1           | 1                     | 0                     | -                              | -                              | -                              | -    | -    | 22    | 1     |
| Total sur la carrière | Total sur la carrière       | Total sur la carrière | 51          | 1           | 2                     | 0                     | -                              | 1                              | 0                              | 11   | 1    | 65    | 2     |

## Matchs en sélection
| Matchs internationaux (11) de Senah Mango | Matchs internationaux (11) de Senah Mango | Matchs internationaux (11) de Senah Mango               | Matchs internationaux (11) de Senah Mango | Matchs internationaux (11) de Senah Mango | Matchs internationaux (11) de Senah Mango | Matchs internationaux (11) de Senah Mango | Matchs internationaux (11) de Senah Mango |
|                                           | Date                                      | Lieu                                                    | Adversaire                                | Performance                               | Résultat                                  | Compétition                               |                                           |
| ----------------------------------------- | ----------------------------------------- | ------------------------------------------------------- | ----------------------------------------- | ----------------------------------------- | ----------------------------------------- | ----------------------------------------- | ----------------------------------------- |
| 1.                                        | 20 août 2008                              | Stade du Vieux-Pré, Dreux, France                       | RD Congo                                  | 46e                                       | 2-1                                       | Match amical                              |                                           |
| 2.                                        | 11 février 2009                           | Stade Amable-et-Micheline-Lozai, Quevilly, France       | Burkina Faso                              | 77e                                       | 1-1                                       | Match amical                              |                                           |
| 3.                                        | 6 septembre 2009                          | Stade de Kégué, Lomé, Togo                              | Maroc                                     | 90 min                                    | 1-1                                       | Qualifications Coupe du monde 2010        |                                           |
| 4.                                        | 14 octobre 2009                           | Stade de Miyagi, Rifu, Japon                            | Japon                                     | 90 min                                    | 5-0                                       | Match amical                              |                                           |
| 5.                                        | 11 août 2010                              | Stade international du Roi-Fahd, Riyad, Arabie saoudite | Arabie saoudite                           | 90 min                                    | 1-0                                       | Match amical                              |                                           |
| 6.                                        | 4 septembre 2010                          | Botswana National Stadium, Gaborone, Botswana           | Botswana                                  | 69e                                       | 2-1                                       | Qualifications CAN 2012                   |                                           |
| 7.                                        | 8 février 2011                            | Bosuilstadion, Anvers, Belgique                         | Ghana                                     | 90 min                                    | 4-1                                       | Match amical                              |                                           |
| 8.                                        | 26 mars 2011                              | Kamuzu Stadium, Blantyre, Malawi                        | Malawi                                    | 90 min                                    | 1-0                                       | Qualifications CAN 2012                   |                                           |
| 9.                                        | 10 août 2011                              | Stade Général Seyni Kountché, Niamey, Niger             | Niger                                     | 78e                                       | 3-3                                       | Match amical                              |                                           |
| 10.                                       | 22 mai 2012                               | Al Merreikh Stadium, Omdurman, Soudan                   | Égypte                                    | 46e                                       | 3-0                                       | Match amical                              |                                           |
| 11.                                       | 14 novembre 2012                          | Stade Mohammed-V, Casablanca, Maroc                     | Maroc                                     | 90 min                                    | 0-1                                       | Match amical                              |                                           |